# Notoreas catocalaria
Notoreas catocalaria är en fjärilsart som beskrevs av Achille Guenée 1868. Notoreas catocalaria ingår i släktet Notoreas och familjen mätare. Inga underarter finns listade i Catalogue of Life.